# Jussistatyetten
 Jussistatyetten (egentligt namn för utmärkelsen: Jussi) är ett officiellt finländskt filmpris som delas ut årligen till personer för framstående filmrelaterade insatser för den finländska filmen.

## Historik

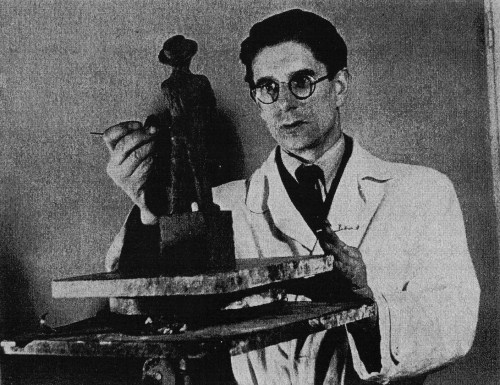
Ben Renvall under skulpterandet av Jussistatyetten.

Priset instiftades 1944 av Elokuvajournalistit ry. men prisutdelningen övergick till Filmiaura ry 1962. De första Jussistatyetterna gick bland annat till följande två av sju personer: Joel Rinne för bästa manliga huvudroll i En kvinnas hjärta och till Ansa Ikonen för bästa kvinnliga huvudroll i Fattiggubbens Brud.
Jussistatyetten är utformad av finländske skulptören Ben Renvall. Själva priset är gjort av gips och föreställer en man som står bredbent med korslagda armar och bredbrättad hatt.
Från början fanns sju Jussikategorier men med tiden har antalet kategorier utökats, och i dag är de fjorton stycken.

## Kategorier
Priset utdelas i följande kategorier
- Bästa film
- Bästa kvinnliga huvudroll
- Bästa manliga huvudroll
- Bästa manliga biroll
- Bästa kvinnliga biroll
- Bästa manuskript
- Bästa foto
- Bästa musik
- Bästa regi
- Bästa dekor
- Bästa filmklippare
- Bästa kostym
- Bästa ljudmixare

Dessutom utdelas ett särskilt pris i följande kategori
- Bästa dokumentärfilm